# Флаг Савинского района
Флаг муниципального образования Са́винский муниципальный район Ивановской области Российской Федерации — опознавательно-правовой знак, служащий официальным символом муниципального образования.
Флаг утверждён 28 мая 2009 года и внесён в Государственный геральдический регистр Российской Федерации с присвоением регистрационного номера 5067.

## Описание
«Прямоугольное голубое полотнище с отношением ширины к длине 2:3, несущее фигуры герба: четыре жёлтых челнока (отстоящих от боковых краёв на 1/10 длины полотнища) по углам и посередине коробейника, достающего ткань из короба, выполненного жёлтым, белым, серым, зелёным и чёрным цветами».

## Символика
Флаг разработан на основе герба Савинского муниципального района.
Изображение коробейника свидетельствует о том, что первые коробейники пошли по Руси из этих мест. Оригинальность и народный мотив композиции представляют Савино как край фольклорный, самобытный, изобилующий народными талантами и интересными традициями.
Голубой цвет полотнища отражает обилие в Савинском районе больших и малых озёр, многие из которых являются очень древними, карстового происхождения. Челноки показывают то, что здесь исстари основным промыслом было мастерство местных текстильщиков.
Жёлтый цвет (золото) — символ прочности, величия, богатства, интеллекта, великодушия.
Белый цвет (серебро) — символ чистоты, совершенства, мира и взаимопонимания.
Голубой цвет — символ истины, чести и добродетели.
Зелёный цвет символизирует природу, надежду, весну и здоровье.